# 15 cm sIG 33 Sfl. auf Pz.Kpfw.I Ausf B
15 cm sIG 33 Sfl. auf Pz.KpfW.I Ausf B ohne Aufbau — самоходная артиллерийская установка на шасси Pz.I Ausf.B. Одна из первых САУ вермахта.

## Описание
Sturmpanzer I была создана в конце 1939 — начале 1940 года.
С танка Pz.I демонтировалась башня, а на крыше боевого отделения на стальных опорах устанавливалась, вместе с лафетом, колёсами и броневым щитком, 150-мм пехотная гаубица s.I.G.33. Вся установка защищалась 10-мм броневой рубкой, открытой сверху и с кормы.
Идея закатить 15 cm sIG 33 на машину со штатными колёсами сделало машину очень высокой, а боезапас в 3 выстрела был явно маловат.

## Производство
Проект самоходной артиллерийской установки на базе танка Pz.Kpfw.I Ausf.B и орудия 15 cm sIG 33 создавался в качестве «эрзаца», призванного быстро снабдить армию требуемой техникой. В феврале — марте 1940 года по разработанным фирмой «Алкетт» чертежам в войска были отправлены комплекты бронедеталей с инструкциями и, уже на местах, путём переоборудования, были собраны 38 САУ этого типа. 

## Боевое применение
Из 38 изготовленных самоходок 36 вошли в состав шести рот тяжелых пехотных орудий по 6 установок в каждой, которые были приданы танковым дивизиям:
- 701 — 9-я танковая дивизия
- 702 — 1-я танковая дивизия
- 703 — 2-я танковая дивизия
- 704 — 5-я танковая дивизия
- 705 — 7-я танковая дивизия
- 706 — 10-я танковая дивизия

Они были впервые использованы в 1940 году в ходе Французской кампании. Установка оказалась перегруженной и имела склонность к опрокидыванию из-за большой высоты, но несмотря на это пользовалась поначалу популярностью из-за высокой огневой мощи.
В дальнейшем использовались также в Балканской кампании и на Восточном фронте.
Шасси Pz.Kpfw.I Ausf.B оказалось перегруженным.
Небоевые потери САУ 15 cm sIG 33 Sfl. auf Pz.Kpfw.I Ausf.B оказались значительно выше боевых.
Ввиду большого веса и необходимости постоянного передвижения машины испытывали повышенные нагрузки на силовую установку и ходовую часть, приводившие к их поломкам. Отдельные машины дожили до лета 1943 года. Так, на 30 июня в составе 704-й роты пехотных орудий 5-й танковой дивизии числились две такие установки.
В дальнейшем орудия sIG 33 устанавливались на более грузоподъёмные шасси танков PzKpfw II (Sturmpanzer II) и LT vz.38 (Grille)

## Стендовый моделизм
Модель САУ представлена у следующих производителей моделей — Dragon (Китай), Моделист(Россия), Ark-models (Россия)в масштабе 1:35.